# Война, Габриэль
Габриэль Война (ум. 1 января 1615) — государственный и военный деятель Великого княжества Литовского, референдарий великий литовский и писарь великий литовский (1585—1589), подканцлер литовский (1589—1615). Староста мерецкий, красносельский, пянянский и опшавский.

## Биография
Представитель шляхетского рода Войны-Гричины герба «Трубы», один из пяти сыновей подкомория пинского и державца ожгского Войно Матвеевича Гричина (ок. 1492—1582). Братья — каштелян мстиславский Семён, каштелян берестейский Григорий, каштелян берестейский Сокал и епископ виленский Бенедикт Войны.
Участник военных кампаний польского короля Стефана Батория против Русского государства, в 1579 году отличился при взятии Полоцка. В 1585 году получил должности референдария и писаря великого литовского. В 1589 году стал подканцлером литовским.
Участвовал в польско-литовском посольстве в Москву в 1590-1591 годах. Избирался послом на сеймы. Занимал должность королевского секретаря.
В 1601 г. во главе полка Г. Война воевал со шведами в Инфлянтах.